# علم الزراعة
علم الزراعة أو علم المحاصيل هو مجال متعدد التخصصات يشمل أجزاء من العلوم الاجتماعية والطبيعية والاقتصادية والعلوم التطبيقية الدقيقة وغيرها التي تستخدم في فهم الزراعة وتطبيقها. (وغالبًا ما يستثنى من هذا التعريف البيطرة وليس علم الحيوان.)

## الزراعة وعلم الزراعة
غالبًا ما يُخلط بين هذين المصطلحين. ومع ذلك، فهما يعبران عن مفهومين مختلفين:
- الزراعة مجموعة من النشاطات تغير من بيئة الإنتاج الحيواني والنباتي بما يخدم الاستخدام البشري. وتهتم بالتقنيات الحديثة بما في ذلك تطبيقات البحوث الزراعية.
- علم الهندسة الزراعية عبارة عن بحث وتطوير يتعلق بدراسة الزراعة القائمة على النباتات وتحسينها.

وتشمل العلوم الزراعية بحث وتطوير:
- التقنيات الإنتاجية (مثل إدارة هندسة الري والمدخلات الموصى بها منالنيتروجين)
- تحسين الإنتاجية الزراعية من ناحية الكم والكيف (مثل اختيار المحاصيل المقاومة لـلجفاف وتطوير أنواع جديدة من مبيدات الآفات واستخدام تقنيات حساسة للمحاصيل ونماذج محاكاة لنمو النبات وتقنيات زرع الخلايا في الأنابيب)
- تحويل المنتجات الأولية إلى منتجات المستهلك النهائي (مثل إنتاج منتجات الألبان وحفظها وتعبئتها)
- منع التأثيرات الضارة وإصلاحها

## السماد
من أكثر العوامل التي تقلل المحاصيل عدم استعمال السماد بكمية كبيرة نسبيًا أثناء فترة الانتقال، وهو الوقت الذي تستغرقه التربة في إعادة بناء المجمعات والمواد العضوية. وهذا سيؤدي إلى ضعف مؤقت في المحصول بسبب جمود النيتروجين في مخلفات المحصول الذي ربما يحتاج في تحلله من أشهر إلى عدة سنوات بناءً على نسبة الكربون إلى النيتروجين في المحصول والبيئة المحلية وابيت

## علم الزراعة: علم محلي
باستثناء بيئة الإنتاج النظرية فإن الأبحاث في مجال الإنتاج النباتي ترتبط ارتباطًا وثيقًا بالمنطقة محل البحث عنها في أي مجال آخر. يمكن النظر إلى هذا العلم باعتباره علم دراسة المناطق البيئية؛ حيث إنه وثيق الصلة بخصائص التربة والتي يستحيل أن تتطابق تمامًا في مكانين مختلفين. ويعتقد الكثيرون أن دراسة نظام الإنتاج الزراعي القائم على المناخ وخصائص التربة والمحاصيل النوعية ينبغي أن تكون على النطاق المحلي. ويشعر آخرون بمسيس الحاجة إلى معرفة أنظمة الإنتاج في أكثر عدد ممكن من المناطق وفهم طبيعة وتأثير البعد الإنساني في التفاعل مع البيئة.

## تاريخ علم الزراعة
كانت هناك ثورة علمية في الولايات المتحدة بدأت بـقانون هاتش لسنة 1887 الذي استخدم فيه مصطلح «علم الزراعة». وصدر هذا القانون بناء على رغبة المزارعين في معرفة مكونات السماد الصناعي حينئذ. وجاء قانون سميث-هيوز سنة 1917 ليعود بالثقافة الزراعية إلى سابق عهدها ولكن الأسس العلمية كانت قد تشكلت. وفيما يلي عام 1906، كانت النفقات الحكومية للولايات المتحدة في مجال البحث العلمي تفوق النفقات الأهلية ولمدة 44 عامًا متواصلة.:xxi
وهناك ارتباط وثيق بين النهضة الزراعية منذ ستينيات القرن الماضي التي ظهرت في الدول النامية والمتقدمة التي يشار إليها غالبًا باسم الثورة الخضراء وبين التقدم الحادث في اختيار وتحسين المحاصيل والحيوانات في سبيل تحقيق انتاجية عالية فضلًا عن تحسين مدخلات إضافية مثل السماد الصناعي ومنتجات الصحة النباتية.
وهذا التدخل العتيق والعميق من الإنسان في الطبيعة وأثره البيئي على الزراعة عمومًا والزراعة الكثيفة والتنمية الصناعية والنمو السكاني أثار تساؤلات كثيرة بين علماء الزراعة وأدى إلى بزوغ مجالات جديدة وتنميتها . وهذه المجالات الجديدة تشمل تللك المجالات التقنية التي تفترض أن التكنولوجيا المتقدمة توفر حلولًا للمشاكل التقنية مثل المكافحة المتكاملة للآفات وتقنيات معالجة المخلفات ومجالات تصميم المناظر الطبيعية وعلم الجينوم والفلسفة الزراعية التي تشتمل على اقتباسات من إنتاج الغذاء كمادة تختلف جوهريًا عن البضائع الاقتصادية غير الأساسية. وفي واقع الأمر، هذا التداخل بين الطريقتين يفتح المجال لفهم أعمق لعلم الزراعة.
وبفضل التقنيات الحديثة مثل التكنولوجيا الحيوية وعلم الحاسوب(في مجال معالجة البيانات وتخزينها) والتقدم التقني أصبحت هناك إمكانية لتطوير مجالات بحثية جديدة بما في ذلك الهندسة الوراثية والفيزياء الزراعية والتحليل الإحصائي والزراعة الدقيقة. والذي يوازن بين هذه المجالات -كما ذكرنا- هي تلك العلوم الطبيعية والإنسانية من علم الزراعة التي تحاول فهم التفاعلات الطبيعية الإنسانية في الزراعة التقليدية بما في ذلك التفاعل بين الدين والزراعة والمكونات غير المادية لأنظمة الإنتاج الزراعي.

### علماء الزراعة البارزين

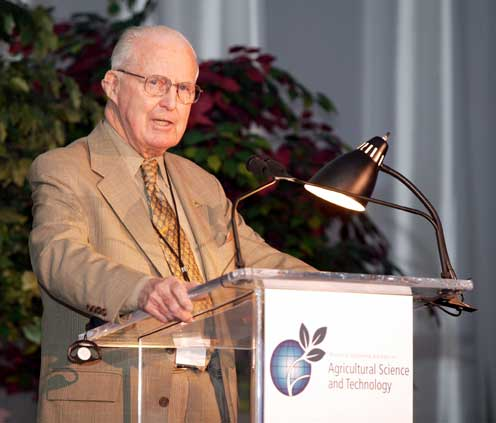
نورمان بورلوج وهو أب الثورة الخضراء.

- يوستوس فون ليبيغ
- جيثرو تول
- روبرت بيكويل
- نورمان بورلوج
- لوثر بيربانك
- جورج واشنطن كارفر
- رينيه دومون
- جاي لورانس لوش
- غريغور مندل
- كايلاس ناث كاول
- لوي باستير
- إيلي ويتني
- سيوال رايت

## علم الزراعة والأزمة الزراعية
تهدف العلوم الزراعية إلى إطعام سكان العالم ومنع مشاكل السلامة البيولوجية التي ربما تؤثر على صحة الإنسان والبيئة. وهذا يتطلب الارتقاء بإدارة جيدة لـلموارد البشرية واحترام للبيئة واهتمام مطرد بالرفاهية النفسية لكل المهتمين بأنظمة إنتاج الغذاء واستهلاكه.
والنواحي الاقتصادية والبيئية والاجتماعية للعلوم الزراعية كلها محل نقاشات دائرة. ويتضح تعقيد وأهمية هذا النقاش من الأزمات الحالية (مثل أنفلونزا الطيور) وجنون البقر ومشكلات أخرى مثل استخدام العضويات المعدلة وراثيا.

## المجالات أو الموضوعات ذات الصلة
| - التنويع الزراعي - الاقتصاد الزراعي - الهندسة الزراعية - الجغرافية الزراعية - الفلسفة الزراعية - التسويق الزراعي - الفيزياء الزراعية - علم الحيوان - تربية الحيوان - تغذية الحيوان - علم الهندسة الزراعية - علم النبات - بيئة الإنتاج النظرية - البستنة - تحسين النوع النباتي - تسميد النبات | - الزراعة المائية - الهندسة الحيوية - الهندسة الوراثية - علم الأحياء الدقيقة - العلوم البيئية - علم الغذاء - التغذية البشرية - الري وإدارة المياه - علوم التربة - علم التربة - إدارة المخلفات |

## كتابات أخرى
- البحوث الزراعية وسبل العيش والفقر:دراسات للآثار الاقتصادية والاجتماعية في ستة بلاد بقلم مايكل أداتو (Michelle Adato) وروث ماينزن دك (Ruth Meinzen-Dick ) (2007) من منشورات جامعة جونز هوبكنز، تقرير السياسة الغذائية[4]
- كلاود بورجوجنون استعادة التربة: من علم الإنتاج النباتي إلى علم الهندسة الزراعية، مطبوعات أزر إنديا، 2005
- بيمنتيل ديفيد، بيمنتيل مارشا، الكمبيوتر من أجل السعر الكبيركيريز، رقم 59، سبتمبر-أكتوبر 1977
- روسيل إي والتر، ظروف البيئة ونمو النباتمجموعة لونجمان، لندن، نيويورك 1973
- سالاميني فرانسيسكو وإيزكان هاكان وبراندولين أندريا وشيفر رالف ومارتين ويليام، الجينات وجغرافية تدجين الحبوب البرية في الشرق الأدنى في ناتشر، مجلد3 ، جامعة جاكسون فيل 2002
- سالتيني أنطونيو, Storia delle scienze agrarie أربعة مجلدات، بولونيا 1984-89, رقم دولي88-206-2412-5, رقم دولي 88-206-2413-3, رقم دولي88-206-2414-1, رقم دولي 88-206-2414-X
- فالفيلو نيكولاي (مراجعة ستار تشستر كي), نشأة النباتات المزروعة وتنوعها ومناعتها وتربيتها. كتابات مختارة من شركة كرونيكا بوتانيكا، 13: 1-6، والثام ماس، 1949–50.
- فافيلوف نيكولاي الموارد العالمية من الحبوب والمحاصيل البقلية والكتان أكاديمية أرس للعلوم والمؤسسة الوطنية للعلوم بواشنطون، وبرنامج إسرائيل للترجمة العلمية بالقدس 1960
- وينوجرادسكي سيرج, Microbiologie du sol. Problèmes et methodes. Cinquante ans de recherches, ماسون & سي أي إي بباريس 1949

## وصلات خارجية
- Consultative Group on International Agricultural Research (CGIAR)
- Agricultural Research Service
- Indian Council of Agricultural Research
- International Institute of Tropical Agriculture
- International Livestock Research Institute
- The National Agricultural Library (NAL) - The most comprehensive agricultural library in the world.
- Crop Science Society of America
- American Society of Agronomy
- Crop Science Society of America
- Agricultural Science Researchers, Jobs and Discussions
- Information System for Agriculture and Food Research
- South Dakota Agricultural Laboratories